# 全国高等学校剣道選抜大会
全国高等学校剣道選抜大会（ぜんこくこうとうがっこうけんどうせんばつたいかい）は、高等学校対抗剣道の大会である。全日本剣道連盟主催で開催される。

## 概要
1991年に東海旅客鉄道（以下JR東海）の支援により翌92年に創設され、毎年3月に愛知県春日井市の春日井市総合体育館で開催されている。JR東海は2009年大会までスポンサーとして務めていた。
インターハイ、玉竜旗大会、魁星旗大会と並ぶ高校剣道四大大会にも挙げられている。

## 大会方式
大会は団体戦のみにて行い、個人戦は実施しない。

### 都道府県予選
令和4年度の時点では、各都道府県の出場校枠数は次のようにして決まる。
1. 「都道府県枠」：各都道府県から少なくとも1校の代表校が出場できる。
2. 「開催地枠」：開催地（愛知県）から、+1校。
3. 「予選出場校数枠」：高校総体の都道府県予選出場校数が多い都道府県から、+1校。
4. 「団体戦ベスト8枠」：直近の高校総体において、ベスト8以上の結果を残した代表校を輩出した都道府県から、+1校。

特に 3. 及び 4. については、年度ごと・男女ごとに状況が変動する可能性が高く、また、出場校枠数の決定方法自体が変更される可能性も排除できないため、正確な情報に関しては注意が必要である。

### 大会方式
- 第25回大会（2016）以前：出場校数は48（各都道府県1校、開催県愛知2校）。3チーム1組でリーグ戦（総当たり戦）が行われ、各組上位1チーム・計16チームが決勝トーナメント（勝ち抜き戦）に進出していた。
- 第26回大会（2017）以降：出場校数は64。初戦から決勝戦までトーナメント（勝ち抜き戦）方式。

## 歴代結果

### 男子[2][3]
| 回 | 開催年 | 開催年 | 優勝               | 準優勝               | ３位                 | ３位                 | 備考     |
| -- | ------ | ------ | ------------------ | -------------------- | -------------------- | -------------------- | -------- |
| 1  | 1992   | 平04   | 育英（兵庫）       | 福大大濠（福岡）     | 鹿児島商工（鹿児島） | 高千穂（宮崎）       |          |
| 2  | 1993   | 平05   | 九州学院（熊本）   | 栃木南（栃木）       | 育英（兵庫）         | 新潟明訓（新潟）     |          |
| 3  | 1994   | 平06   | 和歌山東（和歌山） | 九州学院（熊本）     | 三養基（佐賀）       | 高輪（東京）         |          |
| 4  | 1995   | 平07   | 東海大浦安（千葉） | 高千穂（宮崎）       | 長崎西（長崎）       | 阿蘇（熊本）         |          |
| 5  | 1996   | 平08   | 長崎南山（長崎）   | 水戸短大水戸（茨城） | 広島皆実（広島）     | 三重（三重）         |          |
| 6  | 1997   | 平09   | 福岡工大附（福岡） | 埼玉栄（埼玉）       | 宮崎北（宮崎）       | 習志野（千葉）       |          |
| 7  | 1998   | 平10   | 福大大濠（福岡）   | 桐蔭学園（神奈川）   | 九州学院（熊本）     | 高千穂（宮崎）       |          |
| 8  | 1999   | 平11   | ＰＬ学園（大阪）   | 阿蘇（熊本）         | 大分（大分）         | 高千穂（宮崎）       |          |
| 9  | 2000   | 平12   | 習志野（千葉）     | 高輪（東京）         | 三養基（佐賀）       | 桐蔭学園（神奈川）   |          |
| 10 | 2001   | 平13   | 九州学院（熊本）   | 大村（長崎）         | 高知（高知）         | 鹿沼（栃木）         |          |
| 11 | 2002   | 平14   | 桐蔭学園（神奈川） | 九州学院（熊本）     | 育英（兵庫）         | 高輪（東京）         |          |
| 12 | 2003   | 平15   | 和歌山東（和歌山） | 桐蔭学園（神奈川）   | 桜丘（愛知）         | 九州学院（熊本）     |          |
| 13 | 2004   | 平16   | 桐蔭学園（神奈川） | 九州学院（熊本）     | 倉敷（岡山）         | 酒田商業（山形）     |          |
| 14 | 2005   | 平17   | 帝京第五（愛媛）   | 都城東（宮崎）       | 育英（兵庫）         | 九州学院（熊本）     |          |
| 15 | 2006   | 平18   | 九州学院（熊本）   | 水戸葵陵（茨城）     | 桐蔭学園（神奈川）   | 育英（兵庫）         |          |
| 16 | 2007   | 平19   | 九州学院（熊本）   | 明徳義塾（高知）     | 和歌山東（和歌山）   | 東海大四（北海道）   |          |
| 17 | 2008   | 平20   | 帝京第五（愛媛）   | 育英（兵庫）         | 水戸葵陵（茨城）     | 島原（長崎）         |          |
| 18 | 2009   | 平21   | 西陵（長崎）       | 育英（兵庫）         | 西大寺（岡山）       | 明徳義塾（高知）     |          |
| 19 | 2010   | 平22   | 安房（千葉）       | 高千穂（宮崎）       | 明徳義塾（高知）     | 水戸葵陵（茨城）     |          |
| 20 | 2011   | 平23   | 大会中止           | 大会中止             | 大会中止             | 大会中止             | [ 注 1 ] |
| 21 | 2012   | 平24   | 本庄第一（埼玉）   | 九州学院（熊本）     | 島原（長崎）         | 鹿児島商業（鹿児島） |          |
| 22 | 2013   | 平25   | 九州学院（熊本）   | 水戸葵陵（茨城）     | 小山（栃木）         | 東福岡（福岡）       |          |
| 23 | 2014   | 平26   | 九州学院（熊本）   | 島原（長崎）         | 東海大相模（神奈川） | 高千穂（宮崎）       |          |
| 24 | 2015   | 平27   | 九州学院（熊本）   | 麗澤瑞浪（岐阜）     | 島原（長崎）         | 杵築（大分）         |          |
| 25 | 2016   | 平28   | 九州学院（熊本）   | 東海大浦安（千葉）   | 麗澤瑞浪（岐阜）     | 秋田南（秋田）       | [ 注 2 ] |
| 26 | 2017   | 平29   | 九州学院（熊本）   | 水戸葵陵（茨城）     | 桐蔭学園（神奈川）   | 東福岡（福岡）       | [ 注 3 ] |
| 27 | 2018   | 平30   | 九州学院（熊本）   | 島原（長崎）         | 敬徳（佐賀）         | 奈良大附（奈良）     |          |
| 28 | 2019   | 平31   | 九州学院（熊本）   | 明豊（大分）         | 育英（兵庫）         | 水戸葵陵（茨城）     |          |
| 29 | 2020   | 令02   | 大会中止           | 大会中止             | 大会中止             | 大会中止             | [ 注 4 ] |
| 30 | 2021   | 令03   | 桐蔭学園（神奈川） | 島原（長崎）         | 桜丘（愛知）         | 大分国際情報（大分） |          |
| 31 | 2022   | 令04   | 明豊（大分）       | 九州学院（熊本）     | 長崎南山（長崎）     | 東福岡（福岡）       |          |
| 32 | 2023   | 令05   | 福大大濠（福岡）   | 長崎南山（長崎）     | 三養基（佐賀）       | 四天王寺東（大阪）   |          |
| 33 | 2024   | 令06   | 九州学院（熊本）   | 龍谷（佐賀）         | 福大大濠（福岡）     | 育英（兵庫）         |          |
| 34 | 2025   | 令07   | 島原（長崎）       | 福大大濠（福岡）     | 桐蔭学園（神奈川）   | 奈良大附（奈良）     |          |
| 35 | 2026   | 令08   |                    |                      |                      |                      |          |

### 女子[2][3]
| 回 | 開催年 | 開催年 | 優勝                 | 準優勝               | ３位                 | ３位                 | 備考     |
| -- | ------ | ------ | -------------------- | -------------------- | -------------------- | -------------------- | -------- |
| 1  | 1992   | 平04   | 左沢（山形）         | 阿蘇（熊本）         | 神村学園（鹿児島）   | 宮崎北（宮崎）       |          |
| 2  | 1993   | 平05   | 阿蘇（熊本）         | 神村学園（鹿児島）   | 富岡東（徳島）       | 福岡南女子（福岡）   |          |
| 3  | 1994   | 平06   | 福岡南女子（福岡）   | 大村（長崎）         | 富岡東（徳島）       | 高松南（香川）       |          |
| 4  | 1995   | 平07   | 阿蘇（熊本）         | 佐賀学園（佐賀）     | ＰＬ学園（大阪）     | 県岐阜商業（岐阜）   |          |
| 5  | 1996   | 平08   | 八代白百合（熊本）   | 高千穂（宮崎）       | 西大寺（岡山）       | 守谷（茨城）         |          |
| 6  | 1997   | 平09   | 阿蘇（熊本）         | 磐田西（静岡）       | 大社（島根）         | 川崎市立橘（神奈川） |          |
| 7  | 1998   | 平10   | 阿蘇（熊本）         | 久御山（京都）       | 佐賀学園（佐賀）     | 群馬女短大附（群馬） |          |
| 8  | 1999   | 平11   | 八代白百合（熊本）   | 守谷（茨城）         | 左沢（山形）         | 鳳凰（鹿児島）       |          |
| 9  | 2000   | 平12   | 広島女子商業（広島） | 神村学園（鹿児島）   | 富岡東（徳島）       | 左沢（山形）         |          |
| 10 | 2001   | 平13   | 左沢（山形）         | 阿蘇（熊本）         | 守谷（茨城）         | 磐田西（静岡）       |          |
| 11 | 2002   | 平14   | 阿蘇（熊本）         | 秋田北（秋田）       | 川崎市立橘（神奈川） | 日章学園（宮崎）     |          |
| 12 | 2003   | 平15   | 八代白百合（熊本）   | 博多女子（福岡）     | 桐蔭学園（神奈川）   | 大分（大分）         |          |
| 13 | 2004   | 平16   | 高千穂（宮崎）       | 鳳凰（鹿児島）       | 中京（岐阜）         | 島原（長崎）         |          |
| 14 | 2005   | 平17   | 守谷（茨城）         | 中京（岐阜）         | 八代白百合（熊本）   | 鳳凰（鹿児島）       |          |
| 15 | 2006   | 平18   | 八代白百合（熊本）   | 高千穂（宮崎）       | 守谷（茨城）         | 川崎市立橘（神奈川） |          |
| 16 | 2007   | 平19   | 左沢（山形）         | ＰＬ学園（大阪）     | 中京（岐阜）         | 桐蔭学園（神奈川）   |          |
| 17 | 2008   | 平20   | 中村学園女子（福岡） | 横浜平沼（神奈川）   | 西陵（長崎）         | 埼玉栄（埼玉）       |          |
| 18 | 2009   | 平21   | ＰＬ学園（大阪）     | 熊本商業（熊本）     | 新潟商業（新潟）     | 大社（島根）         |          |
| 19 | 2010   | 平22   | 阿蘇（熊本）         | 守谷（茨城）         | 筑紫台（福岡）       | 東海大相模（神奈川） |          |
| 20 | 2011   | 平23   | 大会中止             | 大会中止             | 大会中止             | 大会中止             | [ 注 1 ] |
| 21 | 2012   | 平24   | 中村学園女子（福岡） | 埼玉栄（埼玉）       | 日吉ヶ丘（京都）     | 守谷（茨城）         |          |
| 22 | 2013   | 平25   | 麗澤瑞浪（岐阜）     | 帝京第五（愛媛）     | 守谷（茨城）         | 大分鶴崎（大分）     |          |
| 23 | 2014   | 平26   | 麗澤端浪（岐阜）     | 島原（長崎）         | 新潟商業（新潟）     | 筑紫台（福岡）       |          |
| 24 | 2015   | 平27   | 中村学園女子（福岡） | 東奥義塾（青森）     | 島原（長崎）         | 麗澤瑞浪（岐阜）     |          |
| 25 | 2016   | 平28   | 東奥義塾（青森）     | 大社（島根）         | 守谷（茨城）         | 西陵（長崎）         | [ 注 2 ] |
| 26 | 2017   | 平29   | 中村学園女子（福岡） | 筑紫台（福岡）       | 磐田西（静岡）       | 須磨学園（兵庫）     | [ 注 3 ] |
| 27 | 2018   | 平30   | 中村学園女子（福岡） | 守谷（茨城）         | 樟南（鹿児島）       | 左沢（山形）         |          |
| 28 | 2019   | 平31   | 東奥義塾（青森）     | 島原（長崎）         | 札幌日大（北海道）   | 須磨学園（兵庫）     |          |
| 29 | 2020   | 令02   | 大会中止             | 大会中止             | 大会中止             | 大会中止             | [ 注 4 ] |
| 30 | 2021   | 令03   | 中村学園女子（福岡） | 筑紫台（福岡）       | 東奥義塾（青森）     | 小山（栃木）         |          |
| 31 | 2022   | 令04   | 八代白百合（熊本）   | 明豊（大分）         | 筑紫台（福岡）       | 岡豊（高知）         |          |
| 32 | 2023   | 令05   | 守谷（茨城）         | 中村学園女子（福岡） | 佐伯鶴城（大分）     | 東奥義塾（青森）     |          |
| 33 | 2024   | 令06   | 明豊（大分）         | 島原（長崎）         | 東海大相模（神奈川） | 五泉（新潟）         |          |
| 34 | 2025   | 令07   | 樟南（鹿児島）       | 明豊（大分）         | 東奥義塾（青森）     | 中村学園女子（福岡） |          |
| 35 | 2026   | 令08   |                      |                      |                      |                      |          |